# Carlo Rainaldi
Carlo Rainaldi   (Roma, 4 de maig de 1611 - Roma, 8 de febrer de 1691) va ser un arquitecte italià del període Barroc.

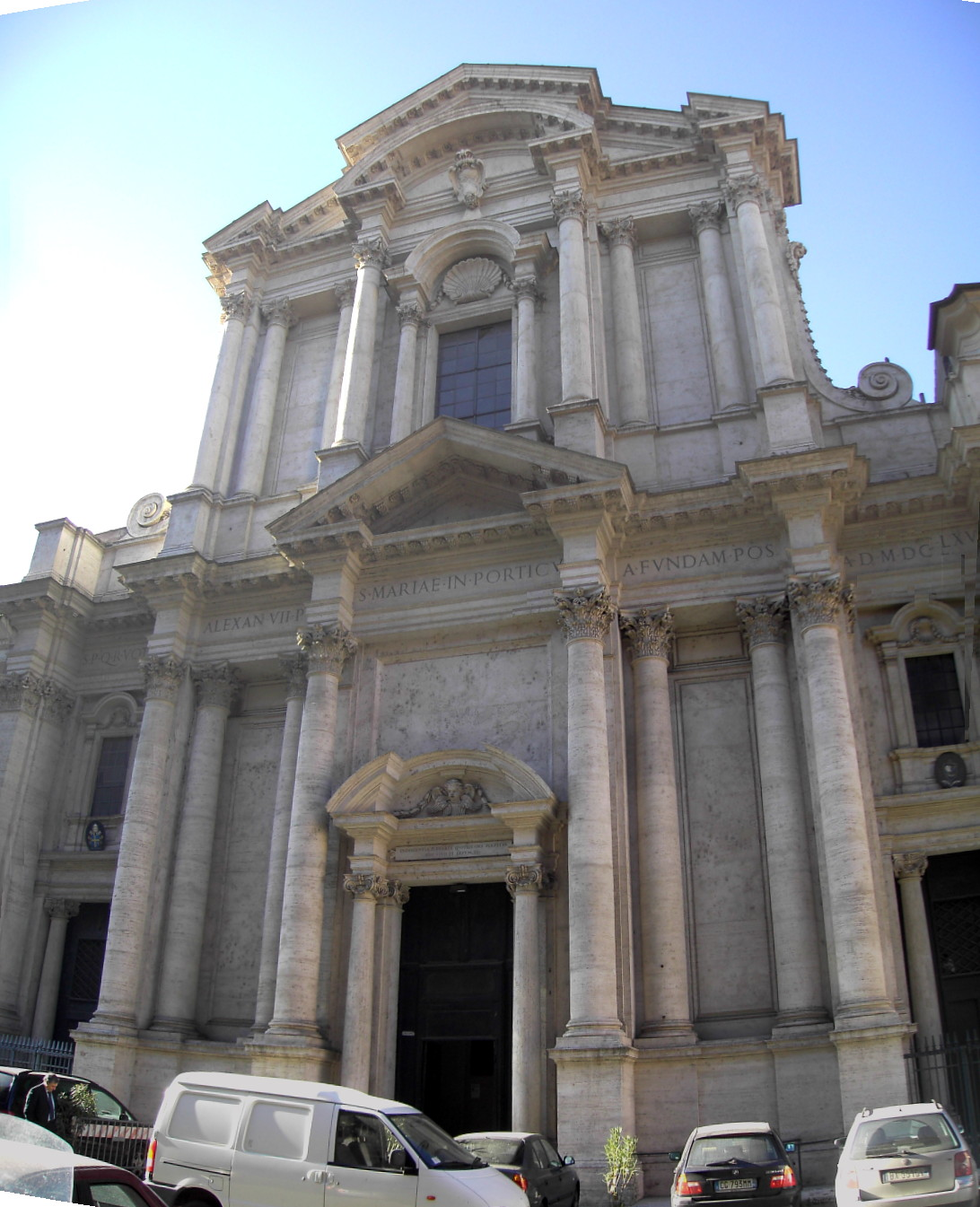
Façana de Santa Maria in Campitelli.

Nascut a Roma, Rainaldi va ser un dels arquitectes més influents del segle xvii. Inicialment va treballar al costat del seu pare, Girolamo Rainaldi.
Després de la mort del seu pare, es va adherir al monumental estil Barroc, i va guanyar influència després que el papa Urbà VIII Barberini, va ser reemplaçat pel govern més auster d'Innocenci X Pamphili.

## Principals obres
Entre els seus treballs es troben la façana de Sant'Andrea della Valle (1661-1665), que va realitzar junt amb Carlo Fontana, les esglésies bessones de Santa Maria dei Miracoli i Santa Maria in Montesanto a la Piazza del Popolo i també Santa Maria in Campitelli (1663-1667) considerada la seva obra mestra, que es caracteritza per la seva planta longitudinal amb un espai modificat per dos eixos transversals, i per les imponents columnes exemptes, tant a l'interior com en la façana.
Va iniciar junt amb el seu pare l'església de Santa Agnese in Piazza Navona, però van ser substituïts al poc d'iniciar-la per Francesco Borromini que va realitzar la major part d'aquesta obra. Finalment Carlo Rainaldi va ser nomenat novament per a la finalització de l'església (en la que també havia intervingut G.L. Bernini), modificant el projecte de Borromini.
L'any 1660 va enviar un disseny al concurs del nou palau reial del Louvre a París, promogut per Lluís XIV en el que també van participar Pietro da Cortona i Bernini, entre d'altres.
A més a més d'edificis, Rainaldi va dissenyar també escenografies per a esdeveniments i ritus religiosos. El 1650 va dissenyar l'escenografia de les Quarant'ore per a l'església del Gesù, i el cadafal commemoratiu de Felip IV d'Espanya el 1665.